# Марк Емілій Лепід (тріумвір)
Марк Емілій Лепід (лат. Marcus Aemilius Lepidus — M · AEMILIVS · M · F · Q · N · LEPIDVS), близько 90 року до н. е. — 12 рік до н. е. — давньоримський патрицій і політик I століття до н. е. Член другого тріумвірату і Великий понтифік.

## Біографія
Марк Емілій Лепід був сином Марка Емілія Лепіда та Апулеї, дочки заколотника Апулея Сатурніна. Його батько також брав участь у повстанні проти республіки, в результаті чого і загинув. У 60 році став членом колегії понтифіків. У 58 році до н. е. був призначений монетарієм, у 53 році до н. е. — обраний курульним едилом. У 52 році став інтеррексом після вбивства народного трибуна Клодія. Протягом всього виконання цією посади (5 діб) був в облозі клодіанців.
Лепід був одним з найвірніших прихильників Юлія Цезаря. Він почав свою кар'єру (cursus .honorum) у званні претора у 49 до н. е. Відправившись проти прихильників Помпея до Іспанії Цезар доручив Лепідові керування Римом. Останній же провів закон стосовно призначення Цезаря диктатором. У 48-47 роках до н. е. Лепід керував провінцією Близька Іспанія. Після поразки на Сході прихильників Помпея у 46 році до н. е. отримав посаду консула (разом з Цезарем). Був начальником кінноти при диктаторі Цезарі у 46-44 роках до н. е. Коли Цезар був убитий 15 березня 44 до н. е., Лепід увійшов у союз з Марком Антонієм для спільної боротьби за владу. У 44 році до н.е Лепід став великим понтифіком. Того ж року отримав керування провінціями Ближня Іспанія та Нарбонська Галлія. Тут він уклав мирний договір з Секстом Помпеєм, за що отримав від сенату кінну статую та тріумф.
Проте Цезар залишив спадкоємця, Октавіана — свого двоюрідного онука і прийомного сина, амбіції якого були ніяк не менші, а популярність — більша. Утрьох в 43 р. до н. е. у Бононії вони утворили Другий тріумвірат, офіційно названий комісією трьох для упорядковування держави за законом Тіція. Він був утворений на п'ять років, а у 38 р. до н. е. був продовжений ще на п'ять років за Тарентським договором.
Після припинення заворушень на сході та поразки вбивць Цезаря в битві при Філіпах, під час якої Лепід перебував у Римі, він став правити  провінціями Іспаніїя і Африка. Лепід зміг залишитися осторонь від частих сварок між двома іншими тріумвірами, Антонієм і Октавіаном. Однак у 36 р. до н.е. він зробив помилку, якої тільки й чекав Октавіан. Лепіда звинуватили в узурпації влади у Сицилії та в спробі заколоту. Він був знятий з усіх посад, крім Великого понтифіка, і відправлений у заслання.
Лепід помер своєю смертю у 13 р. до н. е. Лепід був братом Луція Емілія Лепіда Полюса і батьком Марка Емілія Лепіда молодшого. Його дружина Юнія була сестрою Брута і Юнії Терції, дружини Касія. Після битви при Філіпах, Лепід врятував від страти Юнію Терція і її матір Сервілію.

## Родина
1. Дружина — Корнелія.
2. Дружина — Юнія.
Діти:
- Марк Емілій Лепід
- Квінт Емілій Лепід.
- Емілія.